# Rogätz
Rogätz è un comune tedesco di 2 181 abitanti situato nel land della Sassonia-Anhalt.